# Engel (Heraldik)

Redendes Wappen von Engelberg

Putto im Wappen von Ferna/Eichsfeld

Der Engel ist in der Heraldik eine beliebte gemeine Figur und wird oft zur redenden Schildfigur.

## Darstellungsformen

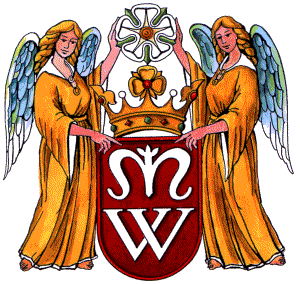
Engel als Schildhalter: Telč/CZ

Redend ist z. B. das Wappen der politischen Gemeinde Engelberg (Kanton Obwalden in der Schweiz). Die Darstellung des Engels unterscheidet sich durch Flügel auf dem Rücken von anderen Figuren. Der Engel ist im Wappenschild oder als Schildhalter beliebt und die Wappenbeschreibung klärt den Engelstyp (Beispiel Erzengel). Möglich ist seine schwebende oder stehende Darstellung. Häufig hält ein Engel auch ein Kreuz oder andere Gegenstände.
Bisweilen wird nur der Engelskopf ins Wappen genommen. Dieser wird auch Cherubkopf genannt und ist nach jüdischer und christlicher Auffassung ein Kopf mit angesetzten Flügeln.

## Beispiele

Engelstadt (Rheinland-Pfalz)
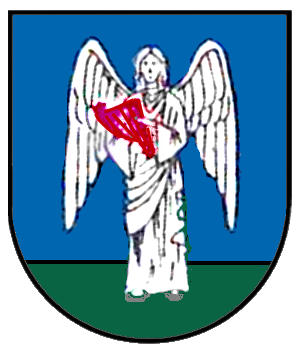
Engelswies (Baden-Württemberg)
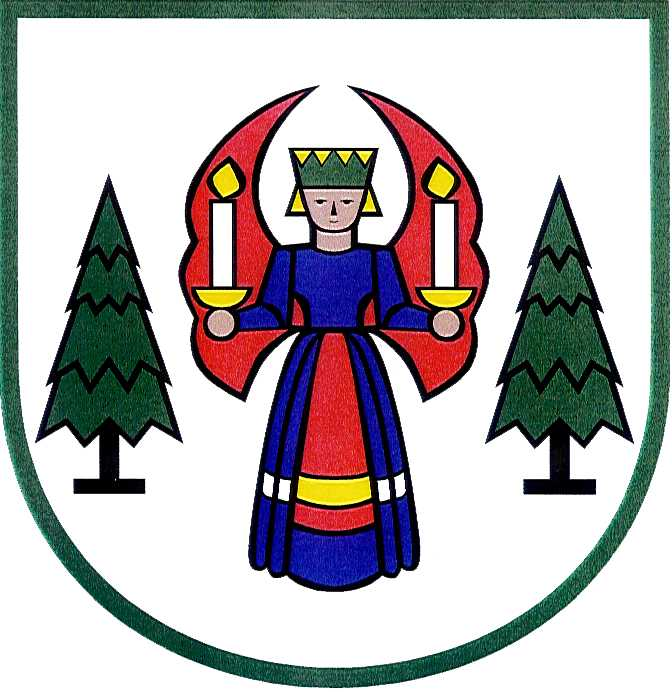
Grünhainichen (Sachsen) mit Engel aus Erzgebirgischem Kunsthandwerk
Mit Bergmann und Mundloch: Sulzburg (Baden-Württemberg)
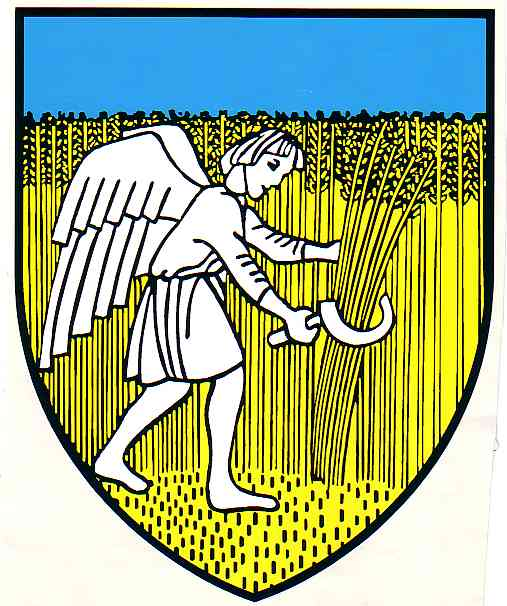
Weikendorf (Niederösterreich)
Der Erzengel Michael im Wappen von Kiew (Ukraine)
Wappen der Woiwodschaft Kiew, 1569–1793
Der Erzengel Michael im Wappen von Archangelsk (Russland)
Engel als Schildhalter (IJzendijke, Niederlande)
Cherubköpfe und kniende Engel im Wappen von Minsk (Weißrussland)
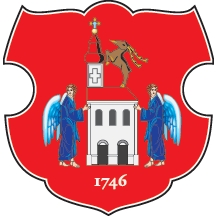
Inđija (Serbien)
Engel als Schildhalter im Wappen der Stadt Falkenstein/Vogtl.